# Perris Benegas
Perris Benegas, född 22 juli 1995 i Reno, är en amerikansk BMX-cyklist.

## Karriär
Perris Benegas deltog vid OS 2020 och slutade på en fjärdeplats i disciplinen park. Vid OS 2024 tog hon silver i BMX-klassen freestyle.